# Groupe d'IC 4753
Le groupe d'IC 4753 comprend au moins dix galaxies situées dans la constellation du Paon. La distance moyenne entre ce groupe et la Voie lactée est d'environ 57,2 Mpc (∼187 millions d'al).

## Membres
Le tableau ci-dessous liste les dix galaxies du groupe indiquées dans l'article de A.M. Garcia paru en 1993.
| Nom         | Class.    | Type         | α (J2000.0)     | δ (J2000.0)     | Vitesse radiale (km/s) | m                | Distance (Mpc) | Diamètre (kal) |
| ----------- | --------- | ------------ | --------------- | --------------- | ---------------------- | ---------------- | -------------- | -------------- |
| NGC 6706    | S0-?      | Lenticulaire | 18h 56m 51.04s  | -63° 09′ 58.4″  | 3865 ± 21              | 12,9             | 56,5 ± 4,0     | 111            |
| IC 4753     | E?        | Elliptique   | 18h 43m 32.62s  | -62° 06′ 28.6″  | 3787 ± 62              | 13,5             | 55,5 ± 4,0     | 83             |
| IC 4764     | Sa        | Spirale      | 18h 47m 07.57s  | -63° 29′ 04.4″  | 3616 ± 10              | 13,6             | 53,0 ± 3,7     | 91             |
| IC 4767     | S0^+? pec | Lenticulaire | 18h 47m 41.73s  | -63° 24′ 20.4″  | 3516 ± 4               | 13,4             | 51,5 ± 3,6     | 105            |
| ESO 104-2   | S0        | Lenticulaire | 18h 46m 53.641s | -63° 21′ 40.35″ | 4210 ± 10              | 13,92            | 61,7 ± 4,3     | 106            |
| ESO 104-7   | E?        | Elliptique   | 18h 47m 17.955s | -63° 21′ 33.81″ | 4034 ± 10              | 12,30 ± 0,09     | 59,1 ± 4,1     | 178            |
| ESO 104-8   | S0        | Lenticulaire | 18h 47m 22.899s | -63° 18′ 37.19″ | 3934 ± 10              | 13,24            | 57,6 ± 4,0     | 71             |
| PGC 62384   | ?         | ?            | 18h 46m 24.939s | -63° 19′ 30.56″ | 3613 ± 14              | 11,283 ± 0,034 A | 52,9 ± 3,7     | 40             |
| PGC 62436   | ?         | ?            | 18h 48m 07.7s   | -63° 06′ 16″    | 3667 ± 20              | 11,861 ± 0,061 A | 53,7 ± 3,8     | 53             |
| PGC 62430 B | ?         | ?            | 18h 47m 54.964s | -63° 05′ 21.83″ | 10490 ± 26             | ?                | 154 ± 11       | 127            |

- A Dans l'infrarouge proche.
- B Bien que figurant dans la liste de Garcia, cette lointaine galaxie ne fait pas partie de ce groupe.

Le site DeepskyLog permet de trouver aisément les constellations des galaxies mentionnées dans ce tableau ou si elles ne s'y trouvent pas, l'outil du site constellation permet de le faire à l'aide des coordonnées de la galaxie. Sauf indication contraire, les données proviennent du site NASA/IPAC.